# Martin Marietta Materials
Martin Marietta Materials est une entreprise américaine spécialisée dans les matériaux de construction notamment des granulats. 

## Histoire
Martin Marietta Materials est issue à la scission des activités de matériaux de construction de Lockheed Martin en 1996, à la suite de l'acquisition par ce dernier de Martin Marietta en 1995.
En juin 2017, Martin Marietta Materials annonce l'acquisition de Bluegrass Materials, entreprise américaine également présente dans les granulats, pour 1,63 milliard de dollars.
En mai 2021, Martin Marietta Materials annonce l'acquisition des activités californiennes de HeidelbergCement, incluant 17 carrières et 2 cimenteries, pour 2,3 milliards de dollars.